# Marokko op de Olympische Zomerspelen 1968
Marokko nam deel aan de Olympische Zomerspelen 1968 in Mexico-Stad, Mexico. Voor de tweede opeenvolgende keer werd geen medaille gewonnen.

## Deelnemers en resultaten
(m) = mannen, (v) = vrouwen 

### Atletiek
| Olympiër       | Onderdeel              | Resultaat | Prestatie                                               |
| -------------- | ---------------------- | --------- | ------------------------------------------------------- |
| Hassan El-Mech | 100m (m)               | 56e       | serie 7: 7de in 10,79                                   |
| Hassan El-Mech | 200m (m)               | DNS       | serie 7: niet gestart                                   |
| Omar Ghizlat   | 400m (m)               | 49e       | serie 8: 6de in 48,23                                   |
| Hamadi Haddou  | 1500m (m)              | 22e       | serie 4: 2de in 3.47,01 halve finale 1: 12de in 4.01,70 |
| Larbi Oukada   | 5000m (m)              | DNS       | serie 3: niet gestart                                   |
| Larbi Oukada   | 3000m steeplechase (m) | DNF       | serie 1: niet gefinisht                                 |
| Lahcen Samsam  | kogelstoten (m)        | DNS       | kwalificatie groep B: niet gestart                      |
| Lahcen Samsam  | discuswerpen (m)       | DNS       | kwalificatie groep B: niet gestart                      |
| Lahcen Samsam  | speerwerpen (m)        | DNS       | kwalificatie groep B: niet gestart                      |

### Basketbal
| Olympiër | Onderdeel | Resultaat | Prestatie |
| --- | --------- | --------- | --- |
| Abdelwahed Bensiamar Abderraouf Laghrissi Mohamed Alaoui Mokhtar Seyad Fathallah Bouazzaoui Abdeljebbar Belgnaoui Khalil El Yamani Noureddine Cherradi Moulay Riad Allal Bel Caid Abderrahmane Sebbar Farouk Dioury | mannen    | 16e       | groep B: 8ste V van Brazilië: 52-98 V van Sovjet-Unie: 51-123 V van Bulgarije: 59-77 V van Mexico: 38-86 V van Polen: 48-85 V van Zuid-Korea: 54-76 V van Cuba: 53-89 13-16de plek: V van Filipijnen: 57-86 15-16de plek: V van Zweden: 38-42 |

| Voorronde Groep B |             |             |             |             |        |        |        |        |
| #                 | Land        | Wedstrijden | Wedstrijden | Wedstrijden | Punten | Punten | Punten | Punten |
| #                 | Land        | G           | W           | V           | V      | T      | Saldo  | Punten |
| 1                 | Sovjet-Unie | 7           | 7           | 0           | 642    | 408    | +226   | 14     |
| 2                 | Brazilië    | 7           | 6           | 1           | 561    | 418    | +143   | 13     |
| 3                 | Mexico      | 7           | 5           | 2           | 493    | 443    | +50    | 12     |
| 4                 | Polen       | 7           | 4           | 3           | 473    | 504    | −31    | 11     |
| 5                 | Bulgarije   | 7           | 3           | 4           | 456    | 478    | −22    | 10     |
| 6                 | Cuba        | 7           | 2           | 5           | 514    | 532    | −18    | 9      |
| 7                 | Zuid-Korea  | 7           | 1           | 6           | 453    | 530    | −77    | 8      |
| 8                 | Marokko     | 7           | 0           | 7           | 355    | 634    | −279   | 7      |

| Ronde        | Datum       | Plaats      | Land   | Score      | Land |
| ------------ | ----------- | ----------- | ------ | ---------- | ---- |
| Groepsfase   |             |             |        |            |      |
| 13 oktober   | Mexico-Stad | Brazilië    | 98-52  | Marokko    |      |
| 14 oktober   | Mexico-Stad | Sovjet-Unie | 123-51 | Marokko    |      |
| 15 oktober   | Mexico-Stad | Marokko     | 59-77  | Bulgarije  |      |
| 16 oktober   | Mexico-Stad | Marokko     | 38-86  | Mexico     |      |
| 18 oktober   | Mexico-Stad | Marokko     | 48-85  | Polen      |      |
| 19 oktober   | Mexico-Stad | Marokko     | 54-76  | Zuid-Korea |      |
| 20 oktober   | Mexico-Stad | Marokko     | 53-89  | Cuba       |      |
| 13-16de plek |             |             |        |            |      |
| 23 oktober   | Mexico-Stad | Filipijnen  | 86-57  | Marokko    |      |
| 15-16de plek |             |             |        |            |      |
| 24 oktober   | Mexico-Stad | Marokko     | 38-42  | Zweden     |      |

### Boksen
| Olympiër         | Onderdeel | Resultaat | Prestatie                                                             |
| ---------------- | --------- | --------- | --------------------------------------------------------------------- |
| Tahar Aziz       | -48kg (m) | 9e        | 1ste ronde: W van ZAM Nata: 4-1 2de ronde: V van POL Skrzypczak: 1-4  |
| Boujemaa Hilmann | -51kg (m) | 17e       | 1ste ronde: V van ROU Ciuca: 1-4                                      |
| Mohamed Sourour  | -57kg (m) | 9e        | 1ste ronde: W van ALG Mebarki: 4-1 2de ronde: V van KEN Waruinge: 0-5 |
| Mohamed Bouchara | -67kg (m) | 17e       | 1ste ronde: vrij 2de ronde: V van SUI Hebeisen: 1-4                   |
| Lahcen Ahidous   | -75kg (m) | 16e       | 1ste ronde: V van YUG Parlov: 0-5                                     |

### Worstelen
| Olympiër                    | Onderdeel      | Resultaat      | Prestatie                                                            |
| Grieks-Romeins              | Grieks-Romeins | Grieks-Romeins | Grieks-Romeins                                                       |
| --------------------------- | -------------- | -------------- | -------------------------------------------------------------------- |
| Mohamed Karmous             | -52kg (m)      | 18e            | 1ste ronde: G van IND Kumar 2de ronde: V van FRG Lacour              |
| Khalifa Karouane            | -57kg (m)      | 18e            | 1ste ronde: V van KOR An 2de ronde: V van TUR Özcan                  |
| Rahal Mahassine             | -63kg (m)      | 20e            | 1ste ronde: V van BUL Galinchev 2de ronde: V van KOR Kim             |
| Mohamed Moukrim Ben Mansour | -63kg (m)      | 23e            | 1ste ronde: V van USA Holzer 2de ronde: V van DEN Madsen: beslissing |

Afghanistan · Algerije · Amerikaanse Maagdeneilanden · Argentinië · Australië · Bahama's · Barbados · België · Bermuda · Birma · Bolivia · Bondsrepubliek Duitsland · Brazilië · Brits-Honduras · Bulgarije · Canada · Centraal-Afrikaanse Republiek · Ceylon · Chili · Colombia · Congo-Kinshasa · Costa Rica · Cuba · Denemarken · Dominicaanse Republiek · Duitse Democratische Republiek · Ecuador · El Salvador · Ethiopië · Fiji · Filipijnen · Finland · Frankrijk · Ghana · Griekenland · Groot-Brittannië · Guatemala · Guinee · Guyana · Honduras · Hongarije · Hongkong · Ierland · IJsland · India · Indonesië · Irak · Iran · Israël · Italië · Ivoorkust · Jamaica · Japan · Joegoslavië · Kameroen · Kenia · Koeweit · Libanon · Libië · Liechtenstein · Luxemburg · Madagaskar · Maleisië · Mali · Malta · Marokko · Mexico · Monaco · Mongolië · Nederland · Nederlandse Antillen · Nicaragua · Nieuw-Zeeland · Niger · Nigeria · Noorwegen · Oeganda · Oostenrijk · Pakistan · Panama · Paraguay · Peru · Polen · Portugal · Puerto Rico · Roemenië · San Marino · Senegal · Sierra Leone · Singapore · Soedan · Sovjet-Unie · Spanje · Suriname · Syrië · Taiwan · Tanzania · Thailand · Trinidad en Tobago · Tunesië · Turkije · Tsjaad · Tsjecho-Slowakije · Uruguay · Venezuela · Verenigde Arabische Republiek · Verenigde Staten · Vietnam · Zambia · Zuid-Korea · Zweden · Zwitserland